# La Chucha

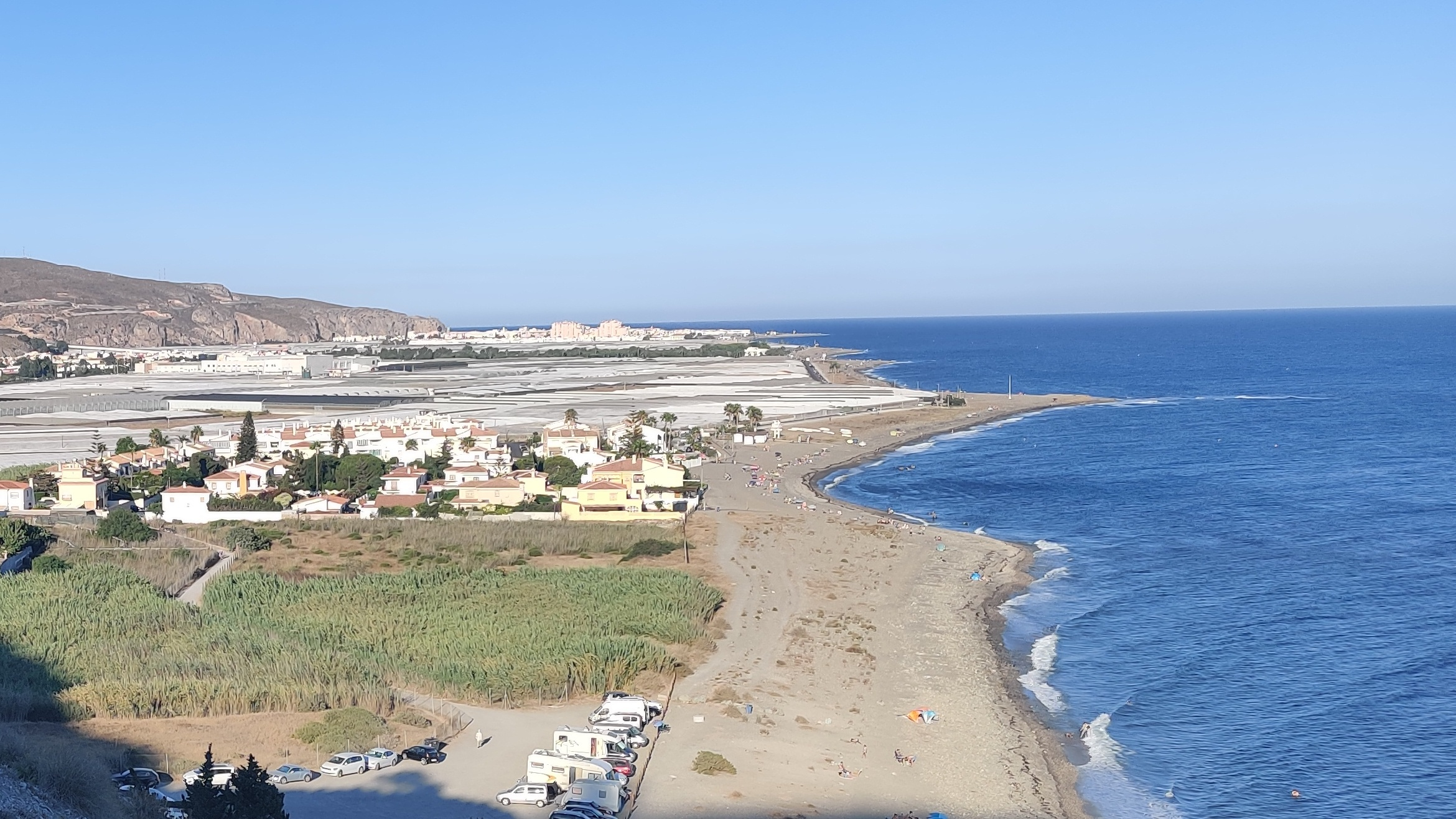
La playa de La Chucha, junto a la localidad homónima

La Chucha es una localidad y pedanía española perteneciente a la entidad local autónoma de Carchuna-Calahonda, en el municipio de Motril, provincia de Granada, comunidad autónoma de Andalucía. Está situada en la parte central de la comarca de la Costa Granadina. Cerca de esta localidad se encuentran los núcleos de Carchuna, Torrenueva Costa y La Perla.
A orillas del mar Mediterráneo y en pleno cabo Sacratif, La Chucha es uno de los pueblos más meridionales de toda la provincia de Granada, solo por detrás de Calahonda y La Perla.

## Demografía
Según el Instituto Nacional de Estadística de España, en el año 2022 La Chucha contaba con 57 habitantes censados, lo que representa el 0,1% de la población total del municipio.

### Evolución de la población
| Gráfica de evolución demográfica de La Chucha entre 2012 y 2022 |
|                                                                 |
| Datos según el nomenclátor publicado por el INE.                |

## Comunicaciones

### Carreteras
La principal vía de comunicación que transcurre junto a esta localidad es:
| Identificador | Denominación               | Itinerario        |
| ------------- | -------------------------- | ----------------- |
| N-340         | Carretera del Mediterráneo | Cádiz - Barcelona |

Algunas distancias entre La Chucha y otras ciudades:
| Ciudades | Distancia (km) |
| -------- | -------------- |
| Motril   | 10             |
| Granada  | 73             |
| Almería  | 102            |
| Jaén     | 163            |
| Murcia   | 321            |

## Servicios públicos

### Sanidad
La Chucha pertenece a la zona básica de salud de Motril, en el Área de Gestión Sanitaria Sur de Granada.